# Estsanatlehi
Estsanatlehi, Kobieta Przemian – u Indian Nawahów mieszkająca na zachodzie bogini ziemi, moralności i pokoju, stworzycielka ludzi i żona Johanoai i matka Nayenezganiego. Od jej postanowień zależała płodność lub jałowość gleby. Posiada zdolność odmładzania siebie.